# Shota Suzuki
Shota Suzuki (鈴木 将太 Suzuki Shota?), född 3 juli 1984 i Kanagawa prefektur, är en japansk före detta fotbollsspelare.
Suzuki började sin karriär 2003 i Omiya Ardija. 2006 flyttade han till Kashiwa Reysol. Efter Kashiwa Reysol spelade han för Shonan Bellmare. Han avslutade karriären 2009.